# Madhyamam
Madhyamam (em malaiala: മാധ്യമം) é um jornal indiano, publicado em 1987, na cidade de Kerala. Fundado por Jamaat-e-Islami Hind, é vendido para organizações islâmicas.